# Pollensa
Pollensa (catalansk: Pollença) er en by og kommune i det østlige Spanien på øen Mallorca i provinsen De Baleariske Øer. Den har et indbyggertal på 17.594 (2024) indbyggere.